# Macrochlidia
Macrochlidia is een geslacht van vlinders van de familie bladrollers (Tortricidae), uit de onderfamilie Chlidanotinae.

## Soorten
- M. major Brown, 1990
- M. minor Brown, 1990